# 최준희
최준희(崔俊喜, 2003년 3월 1일 ~ )는 최진실과 조성민의 1남 1녀 중 둘째이다.

## 학력
- 숭의초등학교 (중퇴)
- 초등학교 졸업학력 검정고시 (합격)
- 청담중학교 (전학)
- 무학중학교 (졸업)
- 율곡고등학교 (전학)
- 압구정고등학교 (졸업)